# Antoine Boësset
Antoine Boësset (Blois, 24 de febrer de 1586 – París, 8 de desembre de 1643) fou un compositor del Renaixement.
El 1617 fou nomenat director de la música del rei, en la que hi pertanyia des de la infància, i succeí al seu sogre en Pierre Guédron en el càrrec de superintendent de la música reial (1624). Escriví nombrosos aires de caça i ballables, publicats en 9 llibres, amb el títol d'Airs de cour à quatre et cinq parties (editada per Ballard, París), publicant-se a part el dècim Airs de cour mis en tableur de luth (també, editat per Ballard, París, 1621). Col·laborà en diverses obres amb Louis de Mollier.
Boësset, Claudi Joan Baptista, compositor i net de l'Antoine, n. el 1636. També fou superintendent de la música del rei i escriví el ball, Alphée et Arethuse, i algunes composicions vocals publicades amb el títol de Fruits d'Automme (1684).
Jean-Baptiste Boësset, fou compositor i fill de l'Antoni, m. a París (1613-1685). Succeí al seu pare en el càrrec de superintendent de la música del rei (1642). Entre les nombroses composicions que va escriure cal citar: Ballet du temps (1654), La mort d'Adonis (1659), Le triomphe de Bacchus (1666), Paroles de musyque pour le concert de chambre de la musyque de la reine (1667), i Airs (dos volums 1669 i 1671).